# Geai panaché
Cyanocorax dickeyi
Espèce
Statut de conservation UICN

 NT  : Quasi menacé
Le Geai panaché (Cyanocorax dickeyi) est une espèce de passereau de la famille des Corvidae.
Le nom binominal honore la mémoire de l'ornithologue et mammalogiste américain Donald Ryder Dickey (1887-1932).

## Répartition
Cet oiseau vit dans la Sierra Madre occidentale au Mexique.